# Ángelo Sagal
Pour les articles homonymes, voir Sagal.
Ángelo Nicolás Sagal Tapia (né le 18 avril 1993 à Talca au Chili) est un footballeur international chilien qui évolue au poste d'attaquant à l'Apollon Limassol.

## Biographie

### Carrière en club
Il participe à la Copa Sudamericana avec l'équipe d'Huachipato. Lors de cette compétition, il inscrit un but contre l'équipe brésilienne du São Paulo Futebol Clube en octobre 2014.
Il dispute plus de 100 matchs dans le championnat du Chili.

### Carrière en sélection
Ángelo Sagal reçoit sa première sélection en équipe du Chili le 29 janvier 2015, en amical contre les États-Unis (victoire 3-2). Il inscrit son premier but le 15 janvier 2017, en amical contre l'Islande (victoire 0-1).
Il est retenu afin de participer à la Coupe des confédérations 2017 organisée en Russie.

### Palmarès
Finaliste de la Coupe des confédérations 2017